# Hauptgebäude der Eidgenössischen Hochschule für Sport Magglingen EHSM

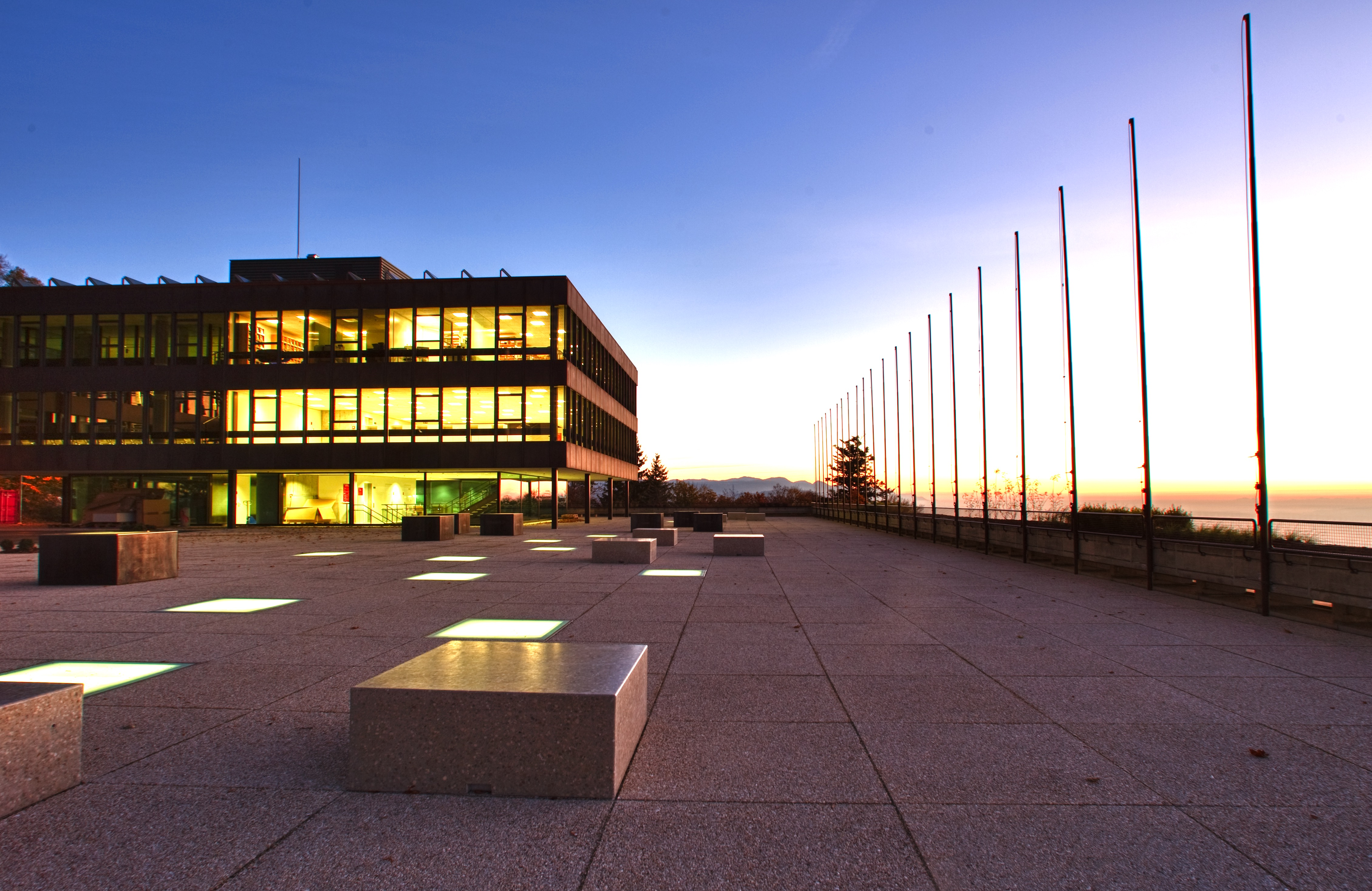
Terrasse des EHSM mit Blick auf den kleineren, oberen Gebäudeteil

Das Hauptgebäude der Eidgenössischen Hochschule für Sport Magglingen (EHSM) in Magglingen im Kanton Bern in der Schweiz gehört zum Hauptwerk des Architekten Max Schlup. Das moderne Gebäude wurde 1969/70 für die Eidgenössische Hochschule für Sport Magglingen, kurz EHSM, erbaut und 2008/10 durch die spaceshop Architekten GmbH aus Biel saniert und umgebaut. Das Gebäude steht als Kulturgut unter Denkmalschutz. Auf der Terrasse wurde die Aluminiumplastik «Die Entfaltung» von Raffael Benazzi platziert.

## Lage und Geschichte

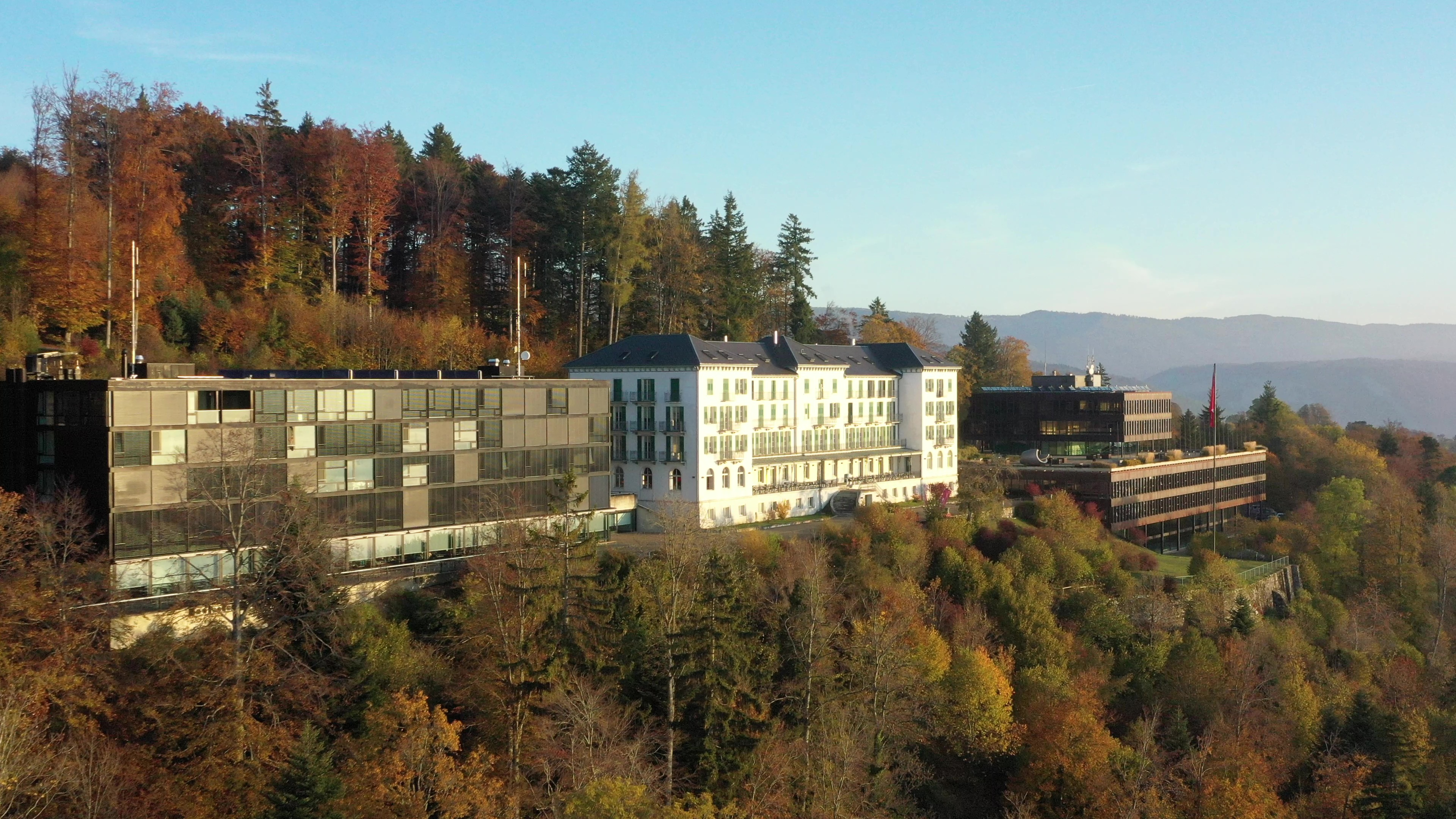
Von links nach rechts: Bellavista, Grand Hotel und Hauptgebäude EHSM

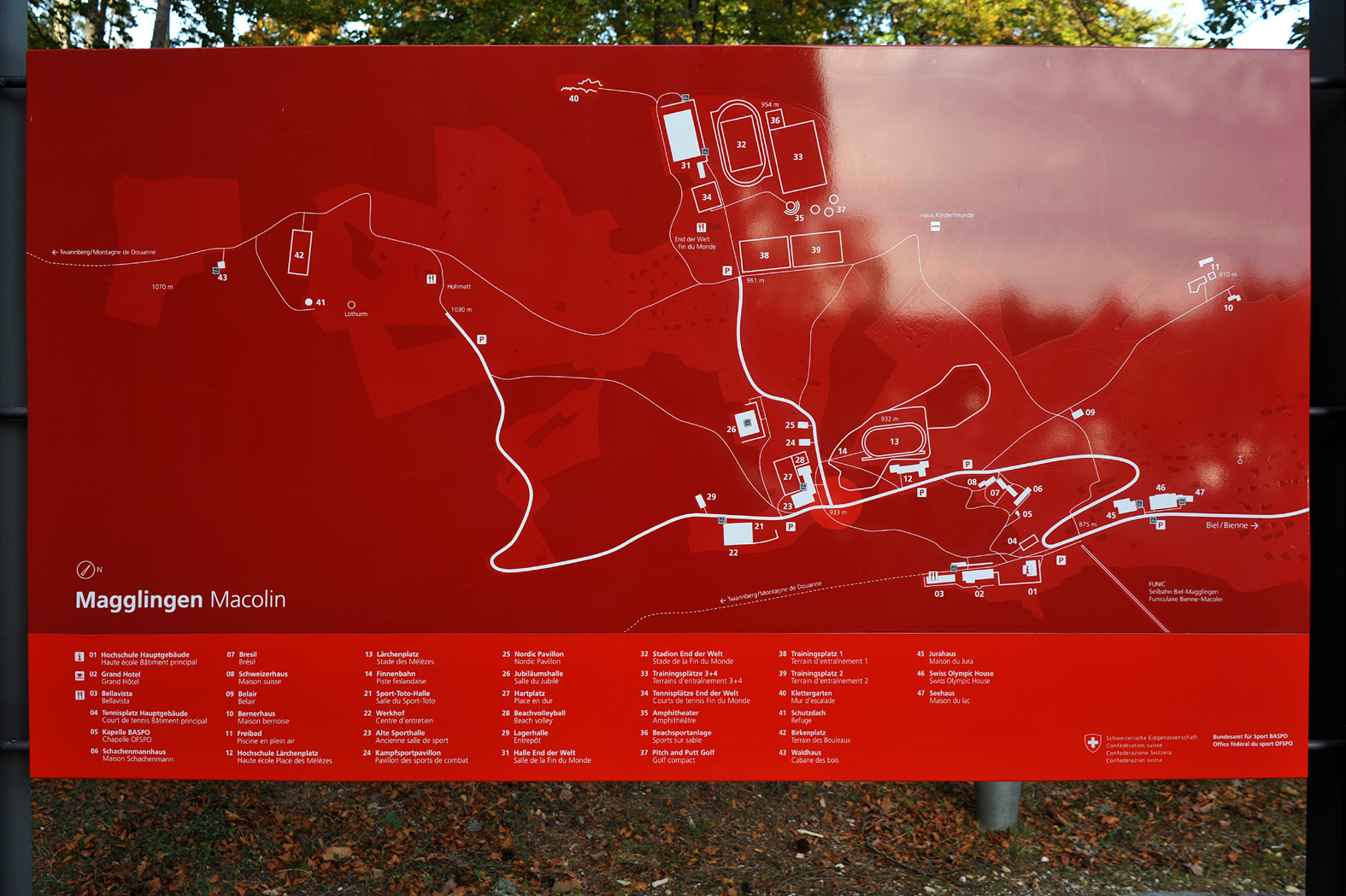
Lageplan mit Hauptgebäude EHSM (Nr. 1)

Die über die Standseilbahn, die Biel-Magglingen-Bahn, erschlossenen Juraterrassen im Luftkurort Magglingen (französisch Macolin) bieten einen beeindruckenden Blick auf den Bielersee. Hier errichteten 1876/77 Römer & Fehlbaum für den Bieler Hotelier Albert Waelly ein Kurhaus und Grand Hôtel auf einer Höhe von rund 900 Metern über dem Meeresspiegel. Es wurde seit 1944 als Hotel und Personalhaus der Sportschule genutzt. Unter der Adresse Hauptstrasse 247 wurde das Hauptgebäude der EHSM nordöstlich davon errichtet. Im Südwesten befindet sich das ebenfalls zur EHSM gehörende Hotel Bellavista.
Nach der Gründung des Bundesamts für Sport BASPO als Eidgenössische Turn- und Sportschule 1944 wurde 1945 ein Wettbewerb zur Entwicklung der Sportstätten auf dem Hochplateau von Magglingen ausgeschrieben. Der Wettbewerbsentwurf der Architekten Schindler und Knupfer aus Zürich bildete die Grundlage für einen Masterplan, der die landschaftsbezogene Integration der Sportstätten vorsah. Er wurde in einer ersten Bauphase umgesetzt.
In den 1970er Jahren prägte Max Schlup die zweite Ausbauphase. Im Stil der Solothurner Schule unter Nutzung der Prinzipien der Vorfertigung und des Bauens mit Stahl realisierte er neben dem Hauptgebäude der EHSM auch die Grosssporthalle «End der Welt» (1976) und die Jubiläumsturnhalle (1982).
Das Sportzentrum entwickelte sich zu dem Ausbildungs-, Kurs- und Trainingszentrum in der Schweiz, das neben der Hochschule auch Vereinen und Schulen geöffnet wurde. Das Bundesamt für Sport entwickelte und gestaltete die Schweizer Sportpolitik mit. Dies war Ende der 1990er Jahre die Ausgangslage für die dritte Ausbauphase. Das ehemalige Grandhotel wurde zuerst saniert und erweitert. Dort wurden Unterkunfts- und Direktionsräume mit Gastronomie geschaffen. Das Hauptgebäude der EHSM bildete mit der Sanierung bis 2010 den Abschluss.
In den weiteren Ausbauphasen wurden die Sportstätten erweitert und saniert. 2021 wurde beschlossen, einen Neubau für die Räumlichkeiten für Unterkunft und Ausbildung für den Armeesport und die Spitzensportförderung der Armee am Nationalen Sportzentrum in Magglingen (NSM) zu errichten. Für das Schwimmsportzentrum Tenero soll es einen Ersatzneubau geben.

## Beschreibung

### Neubau, Max Schlup
Der Bauplatz auf einem steilen Hang lag direkt neben dem Solitärbau des Grandhotels an der Hangkante. Es sollte mit dem Neubau ein komplexes, umfangreiches Raumprogramm verwirklicht werden, dessen Nutzungsfläche ungefähr doppelt so gross war wie das des Grandhotels. Um dem historischen, die Landschaft prägenden Hotelbau die Raumwirkung nicht zu nehmen, teilte Schlup seinen Entwurf in zwei Teile auf. Er verlegte den grössten Anteil des Bauprogramms in den Hang und schuf auf dem Flachdach der unteren Geschosse eine grosse Aussichtsterrasse. Über diesem «Sockel» wurde ein kleinerer Solitär angeordnet. In dessen oberen Geschossen befindet sich die Bibliothek und eine zweigeschossige Aula. Das verglaste Foyer auf der Ebene der Terrasse springt unter den oberen Geschossen leicht zurück. Die Foyertreppe führt galerieartig in die unteren Geschosse. Dort befinden sich Büros, Lehr- und Hörsäle sowie Medienstudios. Den unteren Abschluss bildet ein 25-Meter-Schwimmbecken mit Sauna.
Das Gebäude wurde in einem Raster von 1,20 Metern auf 1,20 Meter aufgebaut. Die Tragstruktur bildet ein Stahlskelett in einem Raster von 7,20 × 14,40 Metern. Die Stützen bestehen aus Breitflanschprofilen. Die Fachwerkträger verschwinden oberhalb der abgehängten Decke. Die Grundrissstruktur der Räume konnte flexibel darunter angeordnet werden.
Die Fassade ist in einem Raster von 1,20 Metern aufgebaut. Sie besteht aus horizontal durchgängigen, raumhohen Verglasungen, kombiniert mit einer Verkleidung aus Cortenstahl im Deckenbereich. Die Verglasungen und die Deckenbekleidungen werden vertikal von Cortenstahl-Lisenen unterteilt.

### Sanierung und Erweiterung, spaceshop Architekten

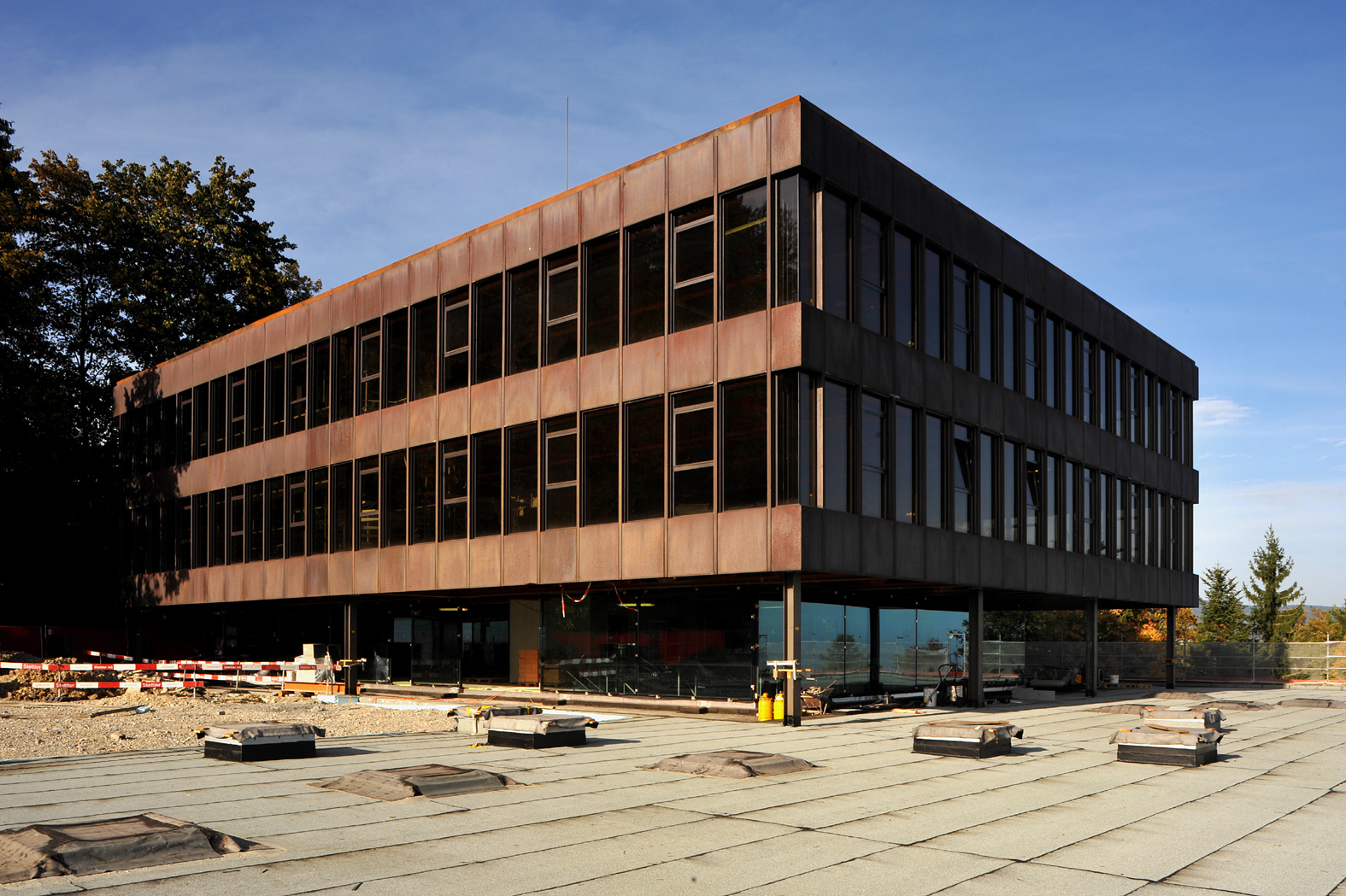
Solitär auf der Terrasse während des Umbaus

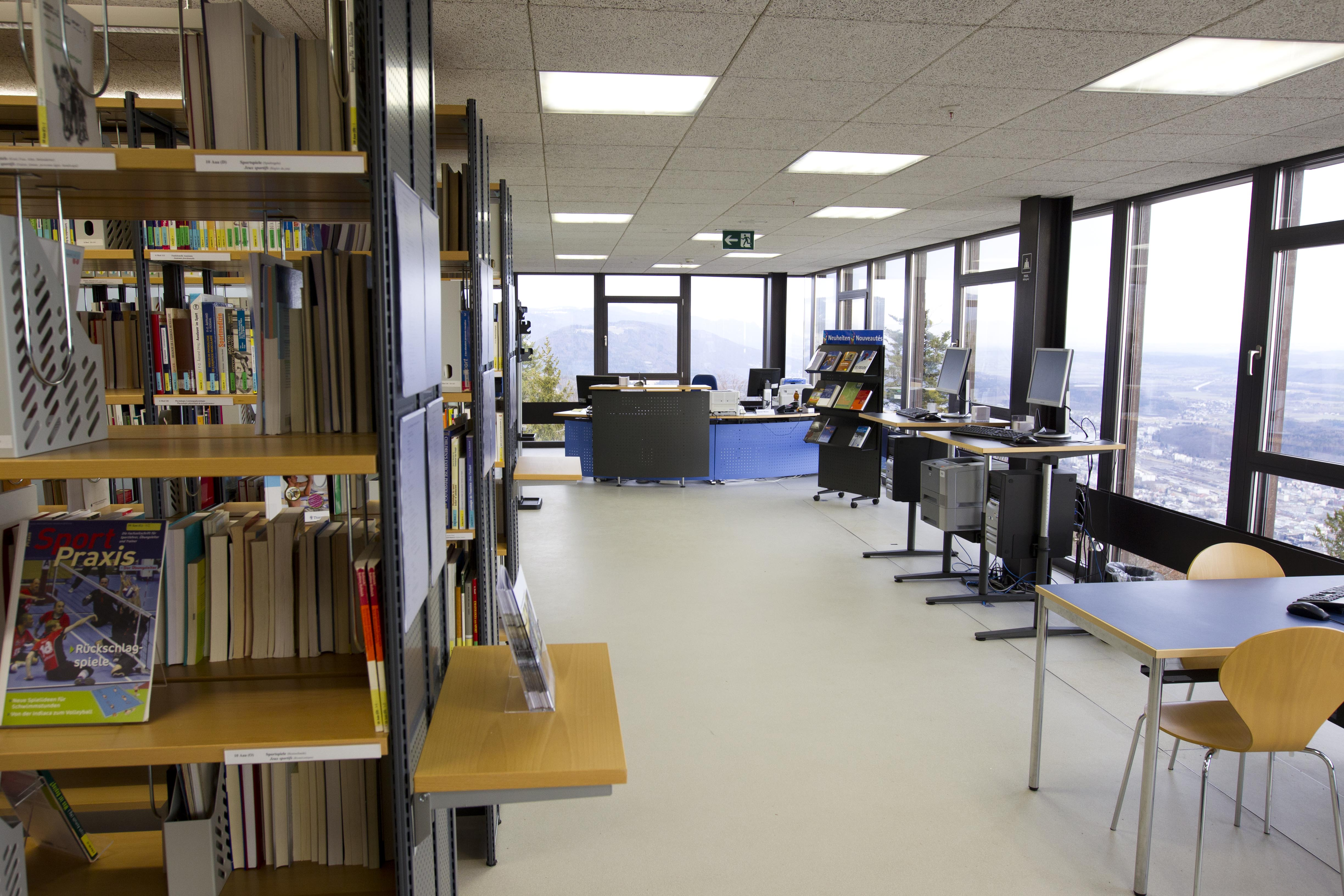
Mediathek EHSM

Die Qualität des Gebäudes nach dem Entwurf von Schlup wurde im Laufe der Zeit durch Grundrissanpassungen verunklart. Flexibel nutzbare, grosse Flächen, offene Verkehrszonen und die Blicke zum Aussenraum wurden zu verbauten Flächen mit dunklen Fluren und fehlender Orientierung umgestaltet. Weiter zeigte sich, dass Verschleiss und bauphysikalische Schwächen eine energetische Sanierung erforderten.
Einen 2002 ausgelobten Wettbewerb zur Instandsetzung des Gebäudes gewannen «spaceshop Architekten». Der Siegerentwurf sah neben der Sanierung der Gebäudehülle, einer zeitgemässen Haustechnik sowie Brandschutzertüchtigungen auch die Freilegung der ursprünglichen, offenen Raumstruktur vor. Es sollten möglichst viele Originalbauteile weiter genutzt werden.
Nach der Beauftragung im Jahr 2007 und einer umfassenden Analyse des Bestandes wurden die originalen Fassadenelemente aus Cortenstahl demontiert und zusammen mit einer ergänzten Dämmung wieder eingebaut. Die Wärmeschutzverglasungen sind optisch an die frühere Fensterverglasung angenähert. So wurde das äussere Bild des denkmalgeschützten Gebäudes wenig verändert. Der Cortenstahl nahm nach der vollständigen Oxidation einen braunen, samtigen Ton an. Er fügt sich nicht nur im Herbst in die baumbestandene Landschaft ein. Der weitgehende Erhalt der Aussenhaut ging auf eine Initiative der Architekten und der kantonalen Denkmalpflege zurück. Notwendige Untersuchungen und Nachweise lieferten der Lehrstuhl für Bauwerkserhaltung an der École polytechnique fédérale de Lausanne sowie die Eidgenössische Materialprüfungs- und Forschungsanstalt.
Im Inneren des Baus wurden nachträgliche Einbauten in den Erschliessungen rückgebaut. Der Blickbezug in die Landschaft wurde wieder möglich. Nicht nur die Treppen, sondern auch die ursprüngliche Möblierung der Aula, der Hörsäle und der öffentlichen Bereiche wurden aufgefrischt. Der einzige grosse Eingriff bestand in einem 28,4 × 4,4 Meter grossen Luftraum, der Tageslicht aus zusätzlichen Oberlichtern der Terrasse in die Untergeschosse leitet. Eine belichtete Kommunikations- und Begegnungszone hinter den Büros erzeugt grosszügige, fliessende Räume statt der vorher engen, dunklen Korridore. Gleichzeitig wurde der um ein Drittel gestiegene Bedarf der Büroarbeitsplätze durch grössere Raumtiefen in den Büros ausgeglichen. Qualitätsvolle Arbeitsplätze in zweiter Reihe waren möglich, da sie zusätzliches Tageslicht über Ganzglaswände erhalten. Die Sichtfelder erhielten einen Blickschutz in sandgestrahlter Ausführung. Im Boden- und Deckenbereich verblieben sie transparent und erzeugen eine optische Verbindung/Vergrösserung der Räume. Grosse Teile des Innenausbaus sind hell und reflektierend in Weiss gehalten. Hellgrauer Gummigranulatboden ersetzte den vorher vorhandenen grünen Nadelfilz-Teppichboden. Die abgehängte Decke besteht aus weissen Holzwolle-Leichtbauplatten.

### Brandschutz
Schlups Entwurf nutzte eine sichtbare filigrane Stahlstruktur mit schwarzbraunem Anstrich und setzte sie in Beziehung zu den Ausbauelementen. Ohne Brandschutzverkleidung sind solche Konstruktionen in der Regel in grossen Gebäuden nicht mehr zulässig. Schlups offene Treppenanlage verband sieben Geschosse. Eine Unterteilung in geschlossene Brandabschnitte hätte die Grosszügigkeit und Orientierung zerstört. Auch die neuen Lufträume für die Führung von Tageslicht stehen üblichen Brandabschnitten entgegen. Abgestimmt auf das Haus, wurde ein individuell zugeschnittenes Brandschutzkonzept entwickelt. Es wurde berücksichtigt, dass eine betriebseigene Feuerwehr zu kurzen Interventionszeiten führt. Eine Brandmeldeanlage sorgt für eine schnelle Branderkennung, und eine Sprinkleranlage verhindert eine schnelle Ausbreitung. Eine Sprachalarmanlage warnt vor Gefahren und gibt gezielt Anweisungen zur Selbstrettung. Statt geschossweiser Brandabschnitte wurden Zellenbrandabschnitte gebildet. Aus diesem Grund verfügen die Trennwände im Inneren des Gebäudes über eine Feuerwiderstandsdauer von 30 Minuten.

## Auszeichnungen
- 2011 Anerkennung Prix Acier[10]
- 2012 Denkmalpreis der Konferenz der Schweizerischen Denkmalpflegerinnen und Denkmalpfleger[11]
- 2012 ATU Prix, Auszeichnung[12]